# Sauris parviplaga
Sauris parviplaga là một loài bướm đêm trong họ Geometridae.